# Henri B. Meier
Henri Bernard Meier (* 6. Mai 1936 in Lourdes; heimatberechtigt in Buttisholz) ist ein Schweizer Unternehmer.
Henri B. Meier studierte an der Hochschule St. Gallen, wo er 1965 bei Hans Bachmann auch promoviert wurde (Der Kapitalmarkt in der Wirtschaftsentwicklung Venezuelas). Danach arbeitete er für die Internationale Bank für Wiederaufbau und Entwicklung in Lateinamerika, bevor er wieder in die Schweiz zurückkam.
Von 1986 bis 2000 war er Finanzchef von Hoffmann-La Roche. Er war auch Verwaltungsratspräsident der Givaudan und war nach seinem Ausscheiden bei Hoffmann-La Roche im Bereich Biotechnologie unternehmerisch tätig, u. a. mit der Gründung von HBM BioVentures, Europas grösster Investmentgesellschaft in den Bereichen Humanmedizin, Biotechnologie und Medizintechnik.
Die Universität Basel verlieh ihm 1999 die Ehrendoktorwürde der Staatswissenschaften.
Meier ist verheiratet, hat zwei Kinder und hat seinen Wohnsitz in Buonas.